# Frédéric Hadengue
 (mars 2011).
Si vous disposez d'ouvrages ou d'articles de référence ou si vous connaissez des sites web de qualité traitant du thème abordé ici, merci de compléter l'article en donnant les références utiles à sa vérifiabilité et en les liant à la section « Notes et références ».
Pour les articles homonymes, voir Hadengue.
Frédéric Hadengue est un réalisateur français né le 20 juin 1959 à Bordeaux et mort le 6 septembre 2013 à Toulouse.

## Biographie
Frédéric Hadengue à ses débuts réalise un reportage de deux ans sur le Champagne. Ensuite, il collabore avec le Comité interprofessionnel des vignerons de Champagne à la création de la photothèque des vins de Champagne. Il réalise son premier film pour le Ministère de l'Agriculture avec Jean Topart, intitulé Les Quatre Saisons du Champagne. Il réalise ensuite des  films pour l'émission Ushuaïa Nature. Il parcourt aussi la planète avec le chanteur américain Kid Creole and the Coconuts avec Le Grand Voyage, un film qu'il réalisera pour Canal+. Puis Antoine le chanteur fait appel à lui pour lancer sa série Îles étaient une fois... Il lance en collaboration avec Francis Le Guen le premier épisode de la série Carnets de plongée pour France 5. Ses reportages l'amène à découvrir les peuples auxquels il consacre de nombreux reportages.
Il se consacre à l'arrivée de l'image haute définition, aux réglages et se spécialise dans la HD. Il réalise alors, les films de démonstrations pour Sony, Panasonic et Fujinon. Le film Le Rayon vert Sony obtient un prix au Festival de Biarritz. Il met ensuite au point les reports photographiques à partir d'images vidéo. Les éditions Milan, peut alors publier un livre photo à partir d'images numériques sorties directement de la caméra HD. Frédéric Hadengue a également réalisé de nombreux films institutionnels et publicitaires.

## Réalisations

### Filmographie
- 1982 : L'aigle et l'enfant (court métrage)
- 1983 : Les quatre saisons du champagne (court métrage)
- 1988 : Mounia mannequin vedette et top model (documentaire, 26 min, diffusion Paris Cable)
- 1988 : Bernard Thomas Chef d'Orchestre (documentaire, 26 min, diffusion Paris Cable))
- 1988 : Décors de cinéma et de télévision de la SFP (documentaire, 26 min, diffusion Paris Cable)
- 1988 : Jacques Rouveyrollis Ingénieur lumière (documentaire, 26 min, diffusion Paris Cable)
- 1988 : Annie Fratellini et son école du cirque (documentaire, 26 min, diffusion Paris Cable)
- 1989 : Carlos Ott Architecte – Opéra Bastille (documentaire, 26 min, diffusion Paris Cable)
- 1989 : Costumes de cinéma et télévision de la SFP (documentaire, 26 min, diffusion Paris Cable)
- 1989 : Jean Valenet Directeur du Parc des Princes (documentaire, 26 min, diffusion Paris Cable)
- 1989 : Drag Boats (documentaire, 13 min, diffusion M6) Tournage Kid Creole

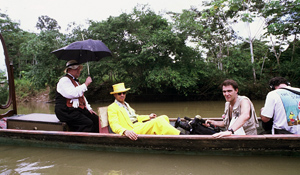
Tournage Kid Creole

- 1989 : Le Transall (documentaire, 13 min, diffusion M6)
- 1989 : La Rivière sans soleil (documentaire, 13 min, diffusion TF1)
- 1989 : Dent de Mammouth (documentaire, 8 min, diffusion TF1)
- 1989 : Pêcheurs de palourdes (documentaire, 6 min, diffusion France 3)
- 1989 : La Course en solitaire Figaro (documentaire, 26 min, diffusion Thalassa France 3)
- 1990 : Nuit Blanche (documentaire, 26 min, diffusion La Cinq, coproduction La Cinq-TF1)
- 1990 : Les Amas du Japon (documentaire, 6 min, diffusion Ushuaïa TF1)
- 1990 : Chasseur de trésors (documentaire, 6 min, diffusion Ushuaïa TF1) Tournage Cobra

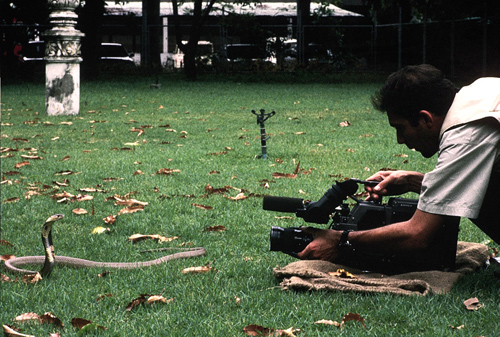
Tournage Cobra

- 1990 : La Mer à boire (documentaire, 26 min, diffusion Thalassa France 3)
- 1991 : La Conquête des fonds marins (documentaire, 52 min, Ushuaïa TF1)
- 1991 : La Saga Comex (documentaire, 52 min, diffusion Ushuaïa TF1)
- 1991 : Pêcheurs aux cormorans (documentaire, 6 min, diffusion Ushuaïa TF1)
- 1991 : Les Pandas géants (documentaire, 6 min, diffusion Ushuaïa TF1)
- 1991 : Les Sous-marins à pédales (documentaire, 6 min, diffusion Ushuaïa TF1)
- 1991 : L'éclipse du Mexique (documentaire, 6 min, diffusion Ushuaïa TF1)
- 1992 : Goudis le marin (documentaire, 6 × 8 min, diffusion Ushuaïa TF1 52 min TSR 26 RTBF)
- 1993 : Iles était une fois (documentaire, 52 min, diffusion Canal+)
- 1993 : Chasseur de crotales (documentaire, 6 min, diffusion Ushuaïa TF1)
- 1993 : Nursery de luxe (documentaire, 6 min, diffusion Ushuaïa TF1)
- 1993 : Le King des supers jocks (documentaire, 6 min, diffusion Ushuaïa TF1)
- 1993 : Le Temple au rats (documentaire, 6 min, diffusion Ushuaïa TF1)
- 1993 : La Foire aux mégères (documentaire, 6 min, diffusion Ushuaïa TF1)
- 1994 : Captain Karma (documentaire, 52 min, Ushuaïa TF1)
- 1994 : Les Géants du Mekong (documentaire, 6 min, diffusion Ushuaïa TF1)
- 1994 : La mort aux dents (documentaire, 6 min, diffusion Ushuaïa TF1)
- 1994 : Berger de poissons (documentaire, 6 min, diffusion Ushuaïa TF1)
- 1996 : Le Grand voyage (documentaire, 52 min, diffusion Canal+)
- 1997 : Les lamantins (documentaire, 6 min, diffusion Ushuaïa TF1)
- 2002 : Les ours polaire (documentaire, 6 min, diffusion Ushuaïa TF1)
- 2003 : Les belougas (documentaire, 6 min, diffusion Ushuaïa TF1)
- 2004 : Un rêve en Roumanie (documentaire, 52 min, diffusion Voyage)
- 2005 : Carnets de plongée (documentaire, 3 × 26 min, diffusion France 5)

### Films promotionnels
- Sony Le Rayon vert (démo 700 numérique, 7 min)
- Panasonic (Les Lumières de Busuanga, 5 min)
- Palais Beaumont (institutionnel de prestige, 5 min)
- ELF Aquitaine (plate-forme pétrolière, 26 min)
- Générale des eaux (pose d’un pipeline d’eau, 52 min)
- Office du tourisme Guadeloupe (film promotionnel, 52 min)
- Factofranceheller (affacturage, 13 min)
- Renault (Renault 25, 3 min)
- Kener Parker (film pour la télévision, 52 min)
- Balsem (film pour la télévision, 52 min)
- Procter et Gamble Fondation (7 min)
- Ville de Pau (La Vie rêvée des villes, 12 min)

### Édition
- 1994 : D'après le 52 minute Capitaine Karma édition TF1 "Le fils des 7 mers"
- 2005 : Pau ville lumière Photographies F. Hadengue et Dominique Guillhamassé, texte André Labarrère Édition Milan

### Expositions photographiques
- 1980 : Exposition "Les 4 saisons du Champagne" Galerie Centrale colore Paris
- 1981 : Exposition "Les 4 saisons du Champagne" La maison du vigneron Épernay
- 1983 : Exposition "Le champagne" tirages Fresson Espace Canon Paris
- 1992 : Exposition Agfa sr les jetables Café Coste Paris

### Chef opérateur lumière
- 2010 : Les 4 grandes crèche merveilleuses

## Récompenses et nominations
- Captain Karma : sélectionné au Festival de Dijon
- Les Quatre saisons du Champagne : C.I.C.V, prime à la qualité C.N.C
- Le Grand Voyage (Kid Creole) : sélectionné au Festival de la Scam
- Iles étaient une fois...l'Océan Indien (avec le chanteur Antoine) : Cassette d'Or
- Sony – Le Rayon Vert : 1er Prix au Festival de Biarritz
- Nuit Blanche : 1er Prix de l'Image au Festival de Royan
- La Rivière sans Soleil : 1er Prix qualité de l'Image au Festival de Liège
- Pêcheur de Mammouths : Grand Prix de la TV au Festival d'Antibes
- La Vie rêvée des villes (Pau) : 1er Prix au Festival du Film du Creusot